# Madame Paquin
Jeanne Beckers (Saint-Denis, 1869 — Paris, 1936), mais conhecida como Madame Paquin, foi uma das primeiras estilistas da história da moda e teve forte influência da art deco nas suas criações, do início do século XX.
Trabalhou em uma casa de alta-costura como  manequim e veio a abrir sua própria casa em 1891. Depois abriu outras casas em Londres, Buenos Aires e Madrid. Conhecida como Madame Paquin, foi a primeira mulher em seu tempo a ser premiada pela Légion d'Honneur, associação de elite que promovia trabalhos de artistas franceses. A Madame Paquin se aposentou em 1920 e faleceu em 1936. Sua casa fechou em 1956.

## Galeria

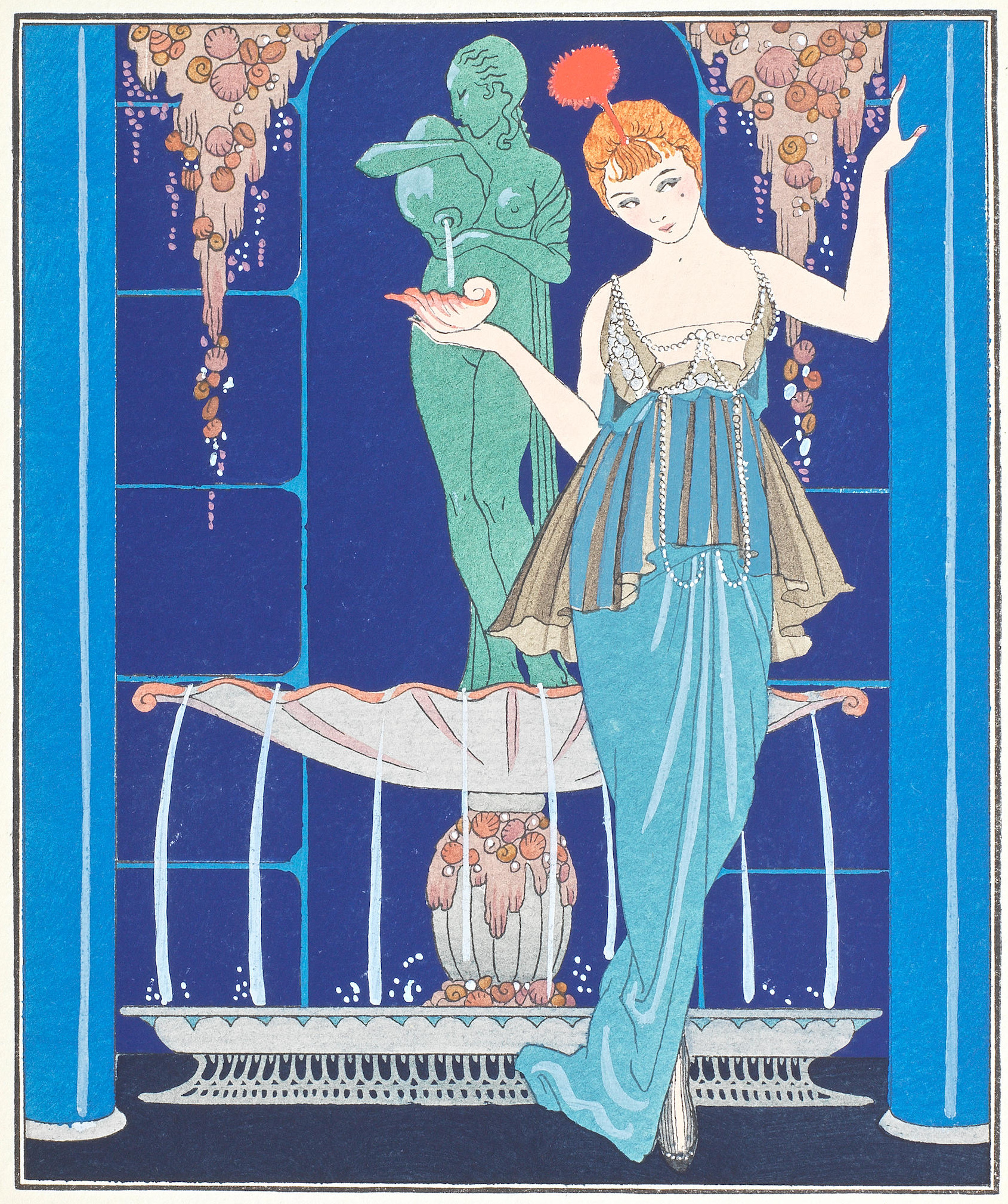
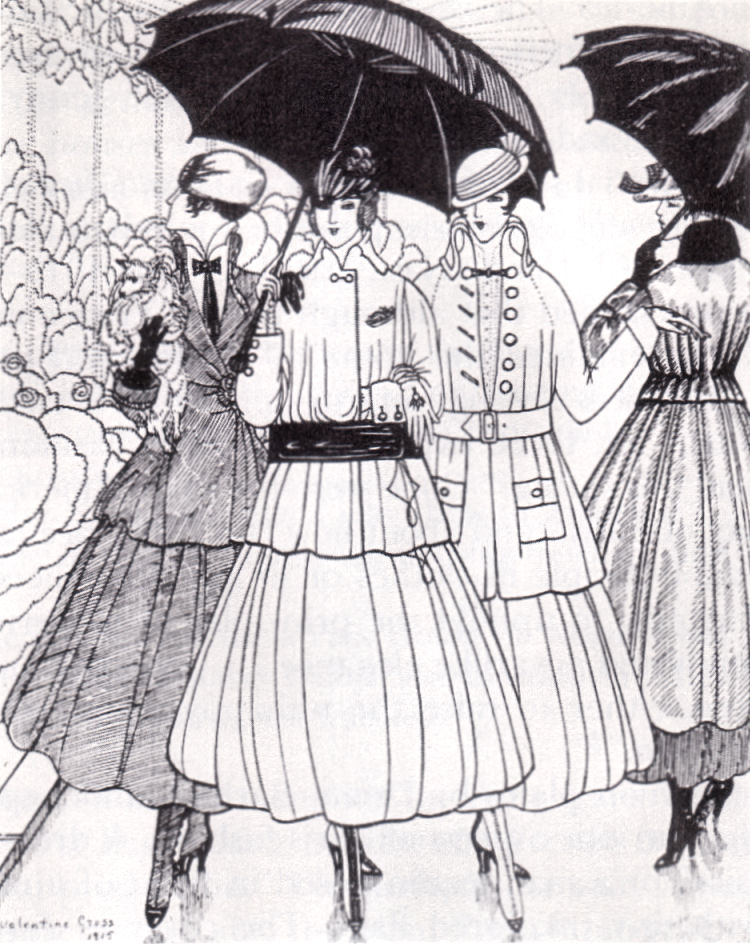
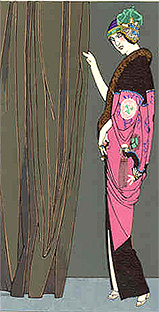